# Église de l'Enfant-Jésus de Villa Alegre
L'église de l'Enfant-Jésus (iglesia del Niño Jesús) est l'église catholique historique paroissiale de la ville de  Villa Alegre au Chili, dans la province de Linares. Inaugurée le 4 décembre 1889, elle est déclarée monument national du Chili, dans la catégorie des monuments historiques, par le décret suprême nº 2248, du 3 septembre 1979. Elle est dédiée à l'Enfant-Jésus et dépend du diocèse de Linares.

## Histoire
La construction de l'église se déroule à la fin du XIXe siècle lorsque nombre de villages agricoles sont fondés dans la vallée centrale du Chili, comprenant tous une église sur leur petite place publique. Les travaux commencent en 1885, et l'église est terminée le 4 décembre 1889. En 1969, elle accueille la dépouille mortelle du religieux et naturaliste Juan Ignacio Molina.
Le tremblement de terre de 2010 détruit le toit de l'église qui s'écroule dans la nef centrale, ce qui nécessite d'importants travaux de restauration qui se terminent en 2018.

## Description
De style néoclassique, elle est construite en adobe sur du ciment de pierres de rivières, avec des terminaisons en briques et poutres de chêne. Elle présente une nef centrale très large. Sa façade compte trois arcs soutenus par des colonnes au dessous d'un fronton à la grecque et un petit campanile.